# Битка код Дертосе
Битка код Дертосе или битка код Ибере одиграла се 215. п. н. е. између картагињанске и римске војске на јужној обали Ебра преко пута града Дертосе. Римском војском командовали су Гнеј Корнелије Сципион и Публије Корнелије Сципион, а картагињанском војском командовао је Хаздрубал Барка. Након победе у бици код Кисе Гнеј Корнелије Сципион успоставио је римску власт северно од реке Ебро. Хаздрубал Барка покушао је да избаци Римљане из Иберије, али поражен је 217. п. н. е. у бици на Ебру. Хаздрубал Барка је поново покушао 215. п. н. е. да избаци Римљане из Иберије, али поражен је у бици код Дертосе. Покушао је да копира тактику, којом је Ханибал победио Римљане у бици код Кане. Најискуснију војску распоредио је на крилима, а најслабију војску поставио је у стањени центар. Римске легије су веома брзо разбиле центар, а картагињанска пешачка крила нису дотада успела да изведу обухват римске војске, па је уследила римска победа. Због тешкога пораза у Иберији Картагињани нису могли да пошаљу појачања Ханибалу у најкритичнијим моментима Другога пунскога рата.
Почетком 215. п. н. е. Римљани су прешли реку Ебро и опседали су Иберу, богати мали иберски град лојалан Картагињанима. Напад су извели након што су сазнали да је Хаздрубал Барка спремио војску, са којом намерава да оде у Италију и да помогне Ханибалу. Хаздрубал Барка је са војском кренуо према Ебру. Одлучио је да не напада римске поседе, а ни римску војску која опседа Иберу. Уместо тога опседао је град насупрот Дертосе, који је био у савезу са Римљанима. Браћа Сципиони су након тога дигли опсаду Ибере и кренули да се сукобе са Хаздрубалом. Хаздрубал је имао стратешку иницијатуиву, јер је помогао својим савезницима, присиљавајући Римљане да одустану од опсаде и да крену према месту, које је одговарало Картагињанима. Супротстављене војске улогориле су се на 8 километара једна од друге[7] у равни између Ибере и Дертосе. Након неколико дана чарки команданти су извели своје војске за битку.[8]

## Бројно стање две војске
Римска пешадија бројала је две римске легије од 10.000 војника и 18.000 савезничких војника. Римска коњица бројала је 600 римских коњаника и 1.800 савезничких коњаника. Хаздрубал је имао 15.000 либијских копљаша, 1.000 најамника и 8.000 иберских пешака. Картагињанска коњица имала је 450 либијских, 1.200 иберских и 2.300 нумиђанских коњаника. Картагињани су поред тога имали 20 слонова и 1.000 балеарских праћкаша.

## Распоре снага пре битке
Римљани су своју војску распоредили на традиционални начин, са коњицом на крилима и пешадијом у центру. Римска и иберска коњица била је надесном крилу, а коњица италијанских савезника распоређена је на левом крилу. Римске легије биле су распоређене у центру, а италијански савезници били су ближе коњици. Око 2.000 војника остављено је да чува логор. Хаздрубал је либијску и иберску коњицу поставио на лево крило, а нумиђанску лаку коњицу распоредио је на десно крило. У центру пешадије поставио је истањену иберијску пешачку линију, а здесна је распоредио картагињанску фалангу, а слева либијску фалангу ојачану најамницима. Две групе од по 10 слонова распоредио је испред оба коњичка крила. Балеарски праћкаши предвиђени за чарку били су испред пешадије. Око 2.000 до 3.000 војника остављено је да чува картагињански логор.

## Битка
Прва фаза
Након кратке чарке лаконаоружане војске римске легије кренуле су у напад на истањену иберску пешачку линију. Пошто су имале предност и у бројности и у дубини готово одмах су потиснули Ибере. Ипак био је то интегрални део тактике двострукога обухватања, коју је Хаздрубал Барка настојао да примени. Картагињански слонови са крила напали су римску и италијанску коњицу, али напад се није показао ефикасним, јер није нарушио коњичку линију противника.

## Друга фаза
Либијци и најамници су жестоко напали италијанску савезничку војску, која се налазила насупрот њих и успели су да их потисну. За разлику од битке код Кане Либијци и Картагињани нису успели да обухвате Римљане. Римска и италијанска коњица, иако бројчано инфериорна, успела је да задржи картагињанску коњицу на крилима. Бројчано јача картагињанска коњица није успела да отера противника. На оба крила дошло је неодлучнога коњичкога сукоба, у коме ниједна страна није била у предности. У томе тренутку иберијска пешадија у центру картагињанске линије је била поражена и почела је да бежи.

## Трећа фаза
И у бици код Требије центар картагињанске пешачке линије распао се под нападом римске пешадије. Међутим Ханибал је тада добио битку јер је његова пешадија обухватила римску војску са обе стране, а коњица му је након растеривања непријатељске коњице напала римску пешадију са леђа уз подршку Магонове војске из заседе. Хаздрубал у Дертоси није имао војску у заседи, него су Либијци само потискивали пешадију италијанских савезника у моменту када се распао картагињански центар. Када је картагињанска коњица видела распад центра они су побегли из битке. Римске легије су се након растеривања иберскога центра вратиле да помогну италијанским савезницима. Либијска пешадија је пружала жесток отпор пре коначнога пораза.

## Последице
Хаздрубал Барка се повукао са већином слонова и нешто пешадије. Хаздрубал је успео да евакуише војнике из свога логора. Разбијена картагињанска војска повукла се до Нове Картагине, а Римљани су након тога учврстили територије јужно од Ебра. Хаздрубал је након тога пораза добио појачања у виду две војске под командом Магона Барке и Хаздрубала Гискона. Након тога пораза Картагињани више нису нападали територије северно од Ебра. Картагињани нису могли да пошаљу појачања Ханибалу у најкритичнијим моментима. Римљани су као победници имали иницијативу у Хиспанији. Браћа Сципион наставила су са својом политиком подјармљивања иберских племена и напада на картагињанске територије. Пошто је изгубио већину војске Хаздрубалу су слали војску, која је била намењена Ханибалу. Сципиони су на тај начин не само побољшали римску ситуацији у Хиспанији, него су и индиректно спречили погоршање ситауције у Италији. Битка код Дертосе показивала је да постоје опасности приликом примене тактике дуплога окруживања.